# Carl Wilder
Carl Wilder (ca. 1698 i København – 6. januar 1765) var en dansk mægler, skibsværftsejer og handelsmand.
Han var født i København; han viste allerede før 1740 sin interesse for dansk skibsyggeri ved at indgive forskellige forslag derom til Kommercekollegiet, hvoraf bl.a. fremgår, at han havde
forskrevet en dygtig fagmand i denne kunst fra Karlskrona. Wilder fik senere lejlighed til at drive skibbyggeri i større omfang, da han 1762 fik tilskødet den mod Christianshavn vendende del af den af Andreas Bjørn anlagte plads og det derværende betydelige skibsværft med tilhørende bygninger, bolværker og privilegier og et areal på over 80000 kvadratalen, og han udvidede virksomheden efter samme år at have opnået konglig bevilling på her at anlægge en nagelsmedje. Efter kongelig bevilling af 1. januar 1740 havde Wilder på Gammel Estrup i Jylland oprettet den første spånfabrik her i landet "for den Slags Spaane, som bogbinderne, Skomagerne og andre til deres Brug have fornødent", men opgav den 1760, navnlig på grund af en uheldig kontrakt om leverance til isenkræmmerlauget, der ikke havde interesse i fabrikkens fremgang i Wilders hænder.
Wilder, der også blev mægler i København, var gift med Anna Maria Grøngaard og døde 6. januar 1765 i
sit 68. år; hans enke døde 3. maj 1786 i sit 73. år. Sønnen Lars eller Lauritz Wilder, født 1738, blev skibbygger som faderen og fik 1767 skøde på hans store skibsværft og plads, der endnu bærer navn – Wilders Plads – efter fader og søn (som ejede den fra 1762 til 1803), skønt den siden har været på mange hænder. En bro og en gade på Christianshavn fik også navn efter dem, gaden dog først omkring 1859. Lars Wilder døde ugift 16. april 1810 som velgører mod sin fødeby, i det han testamenterede en formue på henimod 500.000 Dlr. til velgørende formål, navnlig til Almindeligt Hospital, Sct. Hans Hospital og Claudi Rossets Stiftelse. Flere stuer i Almindeligt Hospital opkaldtes efter ham og forsynedes med små trætavler, hvorpå et spejl og indskriften: Lars Wilder skylde I Taknemlighed.